# 亚硫酸铜(I,II)
亚硫酸铜(I,II)是一种无机化合物，化学式为Cu3(SO3)2，它的二水合物是已知的。它最初由法国化学家米歇尔·欧仁·谢弗勒尔于1812年发现，因此也被称作“谢弗勒尔盐”。它难溶于水，在空气中稳定。

## 制备
亚硫酸铜(I,II)可由硫酸铜和焦亚硫酸钾反应制得。反应过程中，溶液颜色会由蓝色迅速变为绿色，加热这一溶液可以得到红色沉淀：
3 CuSO4 + 4 K2S2O5 + 3 H2O → Cu3(SO3)2•2H2O + 4 K2SO4 + 4 SO2 + H2SO4
如果溶液中有钠离子，它会部分取代一价铜。